# De Limburger
Das Dagblad De Limburger ist eine niederländische Regionalzeitung mit Redaktionssitz seit September 2022 in Maastricht. Die Zeitung erscheint montags bis samstags im Tabloid-Format. Herausgeber der Zeitung ist der Verlag Mediahuis Limburg, der ebenfalls in Maastricht beheimatet ist.

## Geschichte

Die Geschichte des Dagblad De Limburger grafisch veranschaulicht

Das Dagblad De Limburger entstand 1996 aus einer Fusion des Dagblad voor Noord-Limburg und De Limburger. Die von fusionierenden Vorläuferzeitungen geprägte Geschichte ist nebenstehend zur Übersicht auch grafisch dargestellt. Herausgeber der Zeitung war der Verlag Media groep Limburg, der ebenfalls in Sittard beheimatet war und bei dem auch das Limburgs Dagblad erscheint. Die bezahlte Auflage betrug im ersten Quartal 2008 131.250 Exemplare. Chefredakteur ist Huub Paulissen.

## DasDagblad voor Noord-Limburgbis zur Fusion
Die Zeitung hat zwei Vorläuferinnen, die im Laufe der Zeit umbenannt wurden und dann miteinander fusionierten. Erstere erschien am 3. April 1869 erstmals unter dem Namen Nieuw Venloosch Weekblad und war zunächst eine Wochenzeitung. Am 3. November 1900 wurde sie zur Venloosche courant und erschien von da an zweimal die Woche. Sie erschien zuletzt am 25. März 1908 und fusionierte dann mit der zweiten Vorläuferin. Diese erschien am 28. Februar 1863 erstmals als Venloosch weekblad und war ebenfalls zunächst eine Wochenzeitung. Am 1. Oktober 1898 wurde sie zum Venloosch nieuwsblad und erschien von da an zweimal, ab dem 15. September 1903 auch dreimal die Woche. Die letzte Ausgabe war hier am 31. März 1908.
Am 2. April 1908 entstand aus der Venloosche courant und dem Venloosch nieuwsblad die Zeitung Nieuwe Venlosche courant, die zunächst dreimal die Woche erschien und am 2. Mai 1912 zur Tageszeitung wurde. Sie erschien zuletzt am 4. November 1944. Da die Zeitung während der deutschen Besatzung im Zweiten Weltkrieg auch nach 1942 noch weiter erschienen war,
wurde sie von dem vorläufigen Erscheinungsverbot für solche Fälle erfasst. Seit dem 18. April 1945 erschien das Dagblad voor Noord-Limburg als Nachfolger bis zur letzten Ausgabe vom 30. Dezember 1995 und der darauf folgenden Fusion mit De Limburger zum Dagblad De Limburger.

## De Limburgerbis zur Fusion
De Limburger hat wie das Dagblad voor Noord-Limburg zwei Vorläuferinnen, die im Laufe der Zeit umbenannt wurden und dann miteinander fusionierten. Ihre Geschichte ist noch etwas älter als die des Dagblad voor Noord-Limburg, da die älteste Vorläuferzeitung Nieuwsblad van de stad en het district Roermond bereits am 5. Januar 1856 erschien. Diese wurde bereits am 22. März jenes Jahres zum Maas- en Roerbode und erschien unter diesem Namen bis 1904, von da an als De nieuwe koerier. Das Erscheinungsverbot hätte auch hier gegriffen, da De nieuwe koerier auch nach 1942 noch erschienen, allerdings folgte bereits am 15. Januar 1944 eine Rückkehr zum alten Namen Maas- en Roerbode, unter dem die Zeitung bis 1971 erschien und anschließend mit De Nieuwe Limburger eine Fusion einging.
Deren älteste Vorläuferzeitung war das 1935 erstmals erschienene Veritas: katholiek 14-daagsch blad voor Maastricht. Es erschien vierzehntäglich. Während der deutschen Besatzungszeit kam es 1941 zu einem zwischenzeitlichen Erscheinungsstop, am 25. September 1944 erschien es jedoch nunmehr als Nachfolger der Mededeelingen van den Nederlandschen Orde-dienst von neuem. Nachkriegsnachfolger wurden dann anschließend die Gazet van Limburg (1945–1955) und De Nieuwe Limburger (1955–1971). Letztere und der Maas- en Roerbode fusionierten 1971 zu De Limburger, die dann abermals 1996 mit dem Dagblad voor Noord-Limburg zum Dagblad De Limburger fusionierte.

## Seit der Fusion
Im Jahr 2000 wurde die Zeitung von der "De Telegraaf Holding" übernommen, die bereits 1972 den lokalen Konkurrenten Limburgs Dagblad erworben hatte und die beiden Zeitungen zum 1. Januar 2001 in der neuen Tochtergesellschaft "Media groep Limburg" zusammenführte.
Im April 2006 erwarb das britische Medieninvestmentunternehmen "Mecom" die "Media groep Limburg" von der "De Telegraaf Holding". Am 1. August des gleichen Jahres erhielten das Dagblad De Limburger und Limburgs Dagblad mit Huub Paulissen erstmals einen gemeinsamen Chefredakteur.
Heute ist das Mediahuis Limburg der Herausgeber der Zeitung und gehört zur belgischen Mediahuis-Gruppe. Die Mediahuis-Gruppe mit Sitz in Antwerpen ist in Belgien, Deutschland, Irland sowie Luxemburg aktiv und will schon länger in Europa wachsen. Bekannte Medienmarken sind „De Standaard“ in Brüssel, oder „De Telegraaf“ in Amsterdam, „Aachener Zeitung“ sowie die größte Zeitung in Luxemburg das „Luxemburger Wort“.

## Weiterführende Informationen